# Parque botánico y zoológico de Nevada Meridional
El Parque botánico y zoológico de Nevada Meridional (en inglés: Southern Nevada Zoological-Botanical Park; informalmente conocido como el Zoológico de Las Vegas; Las Vegas Zoo), es un parque zoológico y jardín botánico de 3 acres (1,2 hectáreas), sin fines de lucro ubicado en la ciudad de Las Vegas, en el estado de Nevada al oeste de los Estados Unidos. Se centra principalmente en la educación sobre la vida del desierto y la protección del hábitat. Su misión es "educar y entretener al público, mostrando una gran variedad de plantas y animales". Una cuota se cobra como entrada. El parque incluye un área de exhibición de joyas pequeñas y una pequeña tienda de regalos en la salida principal. La tienda de regalos y las cuotas de admisión ayudanr a sostener al parque.